# Città di Milton Keynes
Milton Keynes è un’autorità unitaria nel Buckinghamshire, Inghilterra, e dal 2022 una città con sede omonima.

## Storia
L'autorità fu creata dal nulla come nuovo insediamento e distretto con il Local Government Act 1972, il 1º aprile del 1974 dalla fusione dei distretti urbani di Bletchley, Newport Pagnell e Wolverton con il Distretto rurale di Newport Pagnell e parte del Distretto rurale di Wing all'interno della zona di New Town designata. Il consiglio distrettuale ha chiesto e ottenuto lo status di borgo nel 1974.
In origine era uno dei cinque distretti non metropolitane di Buckinghamshire, ma il 1º aprile 1997 in una raccomandazione della Commissione del governo locale per l'Inghilterra è diventato un'autorità unitaria autonoma, indipendente dal Buckinghamshire County Council.

## Parrocchie
In quanto città e comune creati dal nulla nella seconda metà del XX secolo, Milton Keynes è totalmente suddivisa in 48 località che rappresentano in gran parte l’antica suddivisione della zona.
In particolare, sottoposti all’unico consiglio cittadino troviamo:
- 8 towns, in genere i più importanti previgenti comuni che mantengono un proprio sotto-consiglio con un sindaco locale,
- 30 parrocchie,
- 3 comunità, ossia ripartizioni moderne senza storia né parrocchie della chiesa anglicana,
- 7 comunità parrocchiali, ossia ripartizioni storiche che però sono troppo piccole per costituire un ente locale.

L'area urbana del capoluogo copre il 33% dell'area del borough ed il 90% della popolazione. Le parrocchie (con i relativi distretti elencati) sono:
- Bletchley and Fenny Stratford: Central Bletchley, Denbigh, Eaton Manor, Fenny Stratford, Water Eaton
- Bradwell: Bradwell, Bradwell Common, Bradwell village, Heelands, Rooksley
- Bradwell Abbey: Bradwell Abbey, Kiln Farm, Stacey Bushes, Two Mile Ash, Wymbush
- Broughton and Milton Keynes: Atterbury, Brook Furlong, Broughton, Fox Milne, Middleton (Milton Keynes) village, Northfield, Oakgrove, Pineham
- Campbell Park: Campbell Park, Elfield Park, Fishermead, Newlands, Oldbrook, Springfield, Willen and Willen Lake, Winterhill
- Central Milton Keynes (sede del consiglio cittadino)
- Great Linford: Great Linford, Neath Hill, Pennyland, Tongwell, Willen Park
- Kents Hill, Monkston and Brinklow: Brinklow, Kents Hill, Kingston, Monkston
- Loughton: Loughton, Loughton Lodge, Great Holm, the Bowl
- New Bradwell
- Shenley Brook End: Emerson Valley, Furzton, Kingsmead, Shenley Brook End, Snelshall, Tattenhoe, Tattenhoe Park, Westcroft
- Shenley Church End: Crownhill, Grange Farm, Hazeley, Medbourne, Oakhill, Oxley, Shenley Church End, Woodhill
- Simpson: Ashland, Simpson, West Ashland
- Stantonbury: Bancroft/Bancroft Park, Blue Bridge, Bradville, Linford Wood, Stantonbury, Stantonbury Fields
- Stony Stratford: Fullers Slade, Galley Hill, Stony Stratford
- Walton: Caldecotte, Old Farm Park, Tilbrook, Tower Gate, Walnut Tree, Walton, Walton Hall, Walton Park, Wavendon Gate
- West Bletchley: Bletchley Park, Church Green, Far Bletchley, Old Bletchley, West Bletchley, Whaddon (ward)
- Wolverton and Greenleys: Greenleys, Stonebridge, Wolverton, Old Wolverton
- Woughton: Beanhill, Bleak Hall, Coffee Hall, Eaglestone, Leadenhall, Netherfield, Peartree Bridge, Redmoor, Tinkers Bridge, Woughton on the Green, Woughton Park, Woughton village.

Le parrocchie dell'area rurale (66% della superficie e 10% della popolazione) sono:
- Astwood
- Bow Brickhill
- Caldecote, Castlethorpe, Chicheley, Clifton Reynes, Cold Brayfield
- Emberton
- Filgrave
- Gayhurst
- Hanslope, Hardmead, Haversham
- Lathbury, Lavendon, Little Brickhill, Little Linford, Long Street,
- Moulsoe
- Newport Pagnell, Newton Blossomville, North Crawley
- Olney
- Ravenstone
- Sherington, Stoke Goldington
- Tyringham
- Warrington, Weston Underwood, Woburn Sands

### Evoluzione demografica

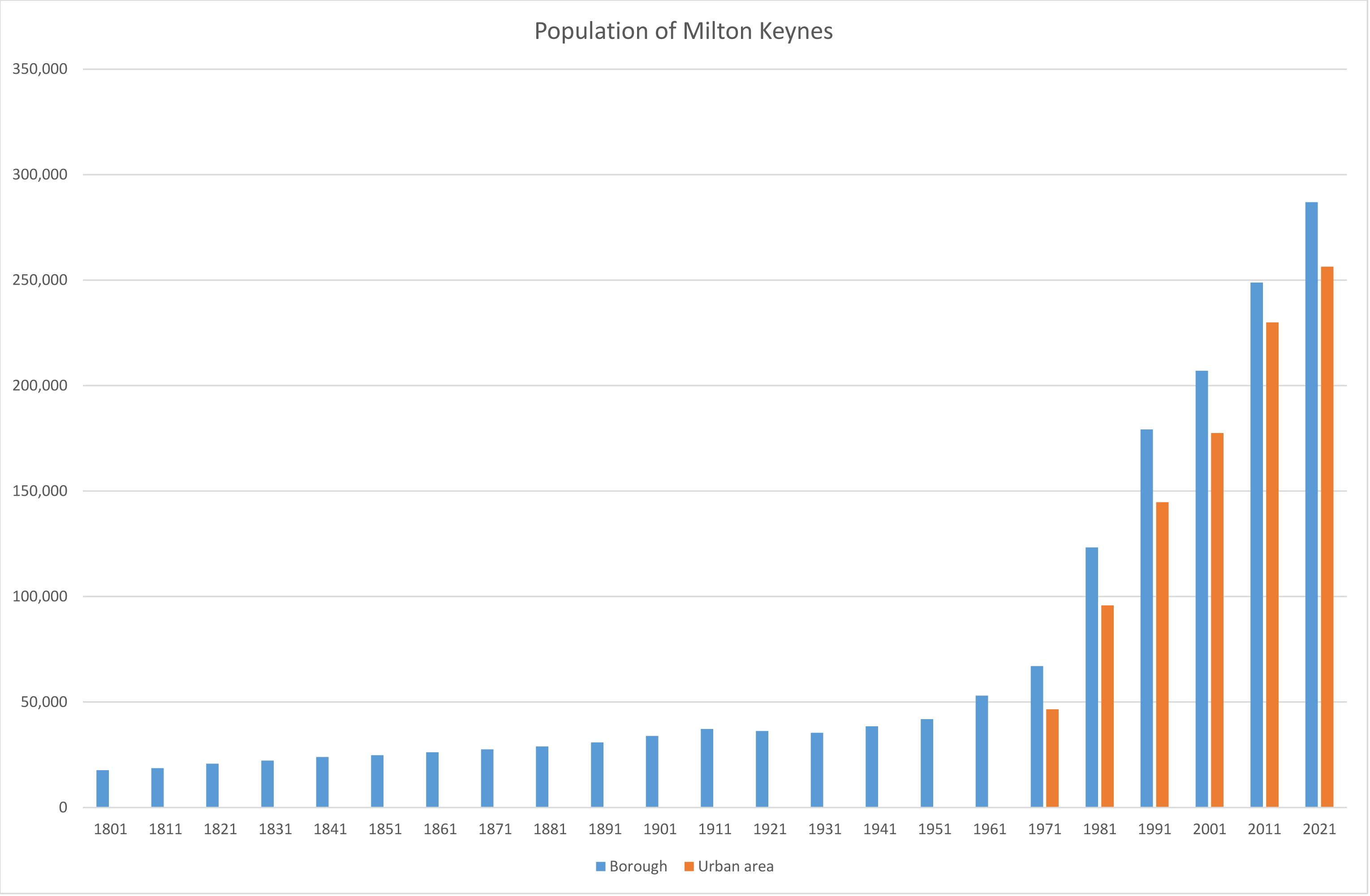
Evoluzione demografica del Borough e della città 1801-2001